# Fontaine Orts

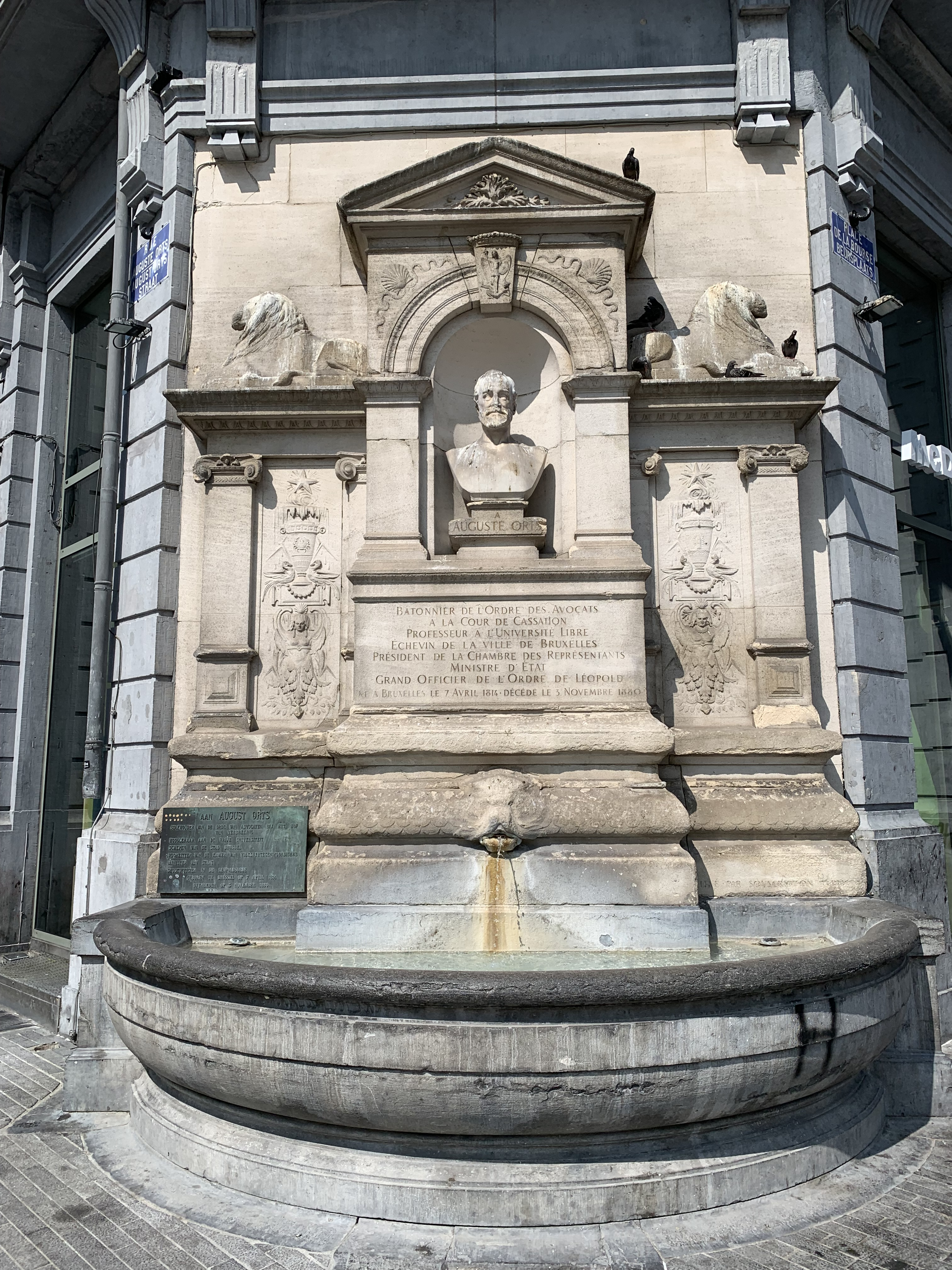
Fontaine Orts

La fontaine Orts (en néerlandais : Ortsfontein) est une fontaine d'eau potable à haut débit située à l'angle formé par la rue Auguste Orts et la Place de la Bourse à Bruxelles.
Elle a été construite en 1888, par les architectes Henri Beyaert et le sculpteur Georges Houtstont. La sculpture du buste de Auguste Orts est l'œuvre de Thomas Vinçotte.